# 9088 Maki
9088 Maki este un asteroid din centura principală de asteroizi.

## Descriere
9088 Maki este un asteroid din centura principală de asteroizi. A fost descoperit pe 20 septembrie 1995 la Kitami de Kin Endate și Kazuro Watanabe. El prezintă o orbită caracterizată de o semiaxă mare de 2,20 ua, o excentricitate de 0,20 și o înclinație de 4,6° în raport cu ecliptica.